# Macroglossum flavida
Macroglossum flavida är en fjärilsart som beskrevs av Anders Jahan Retzius 1783. Macroglossum flavida ingår i släktet Macroglossum och familjen svärmare. Inga underarter finns listade i Catalogue of Life.